# 斯蒂芬·埃文斯
斯蒂芬·埃文斯（英語：Stephen Evans，1962年9月24日—），澳大利亚男子赛艇运动员。他曾代表澳大利亚参加1984年和1988年夏季奥林匹克运动会赛艇比赛，其中1984年奥运会获得一枚铜牌。